# Hillsboro (Wisconsin)
Hillsboro es una ciudad ubicada en el condado de Vernon en el estado estadounidense de Wisconsin. En el Censo de 2010 tenía una población de 1.417 habitantes y una densidad poblacional de 387,2 personas por km².

## Geografía
Hillsboro se encuentra ubicada en las coordenadas 43°39′19″N 90°20′10″O / 43.65528, -90.33611. Según la Oficina del Censo de los Estados Unidos, Hillsboro tiene una superficie total de 3.66 km², de la cual 3.55 km² corresponden a tierra firme y (2.97%) 0.11 km² es agua.

## Demografía
Según el censo de 2010, había 1.417 personas residiendo en Hillsboro. La densidad de población era de 387,2 hab./km². De los 1.417 habitantes, Hillsboro estaba compuesto por el 98.02% blancos, el 0.21% eran afroamericanos, el 0% eran amerindios, el 0.28% eran asiáticos, el 0% eran isleños del Pacífico, el 0.35% eran de otras razas y el 1.13% pertenecían a dos o más razas. Del total de la población el 2.26% eran hispanos o latinos de cualquier raza.